# San Hilario
San Hilario é um município da Argentina, localizada na província de Formosa